# Jimmy Buffett
Pour les articles homonymes, voir Buffett.
Jimmy Buffett, de son véritable nom James William Buffett, né le 25 décembre 1946 à Pascagoula (Mississippi) et mort le 1er septembre 2023 à Sag Harbor (État de New York), est un chanteur américain de musique country, rock et pop. Il est également compositeur, écrivain, acteur, producteur et entrepreneur.

## Biographie

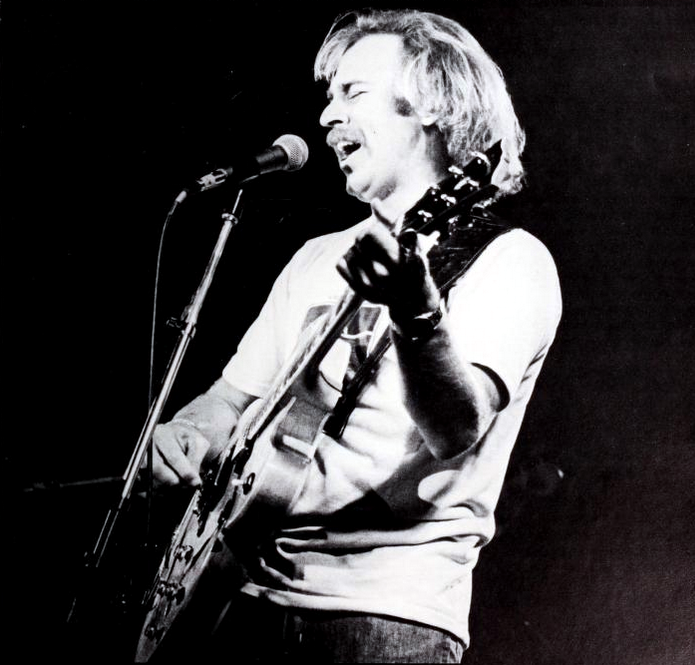
Jimmy Buffett en 1977.

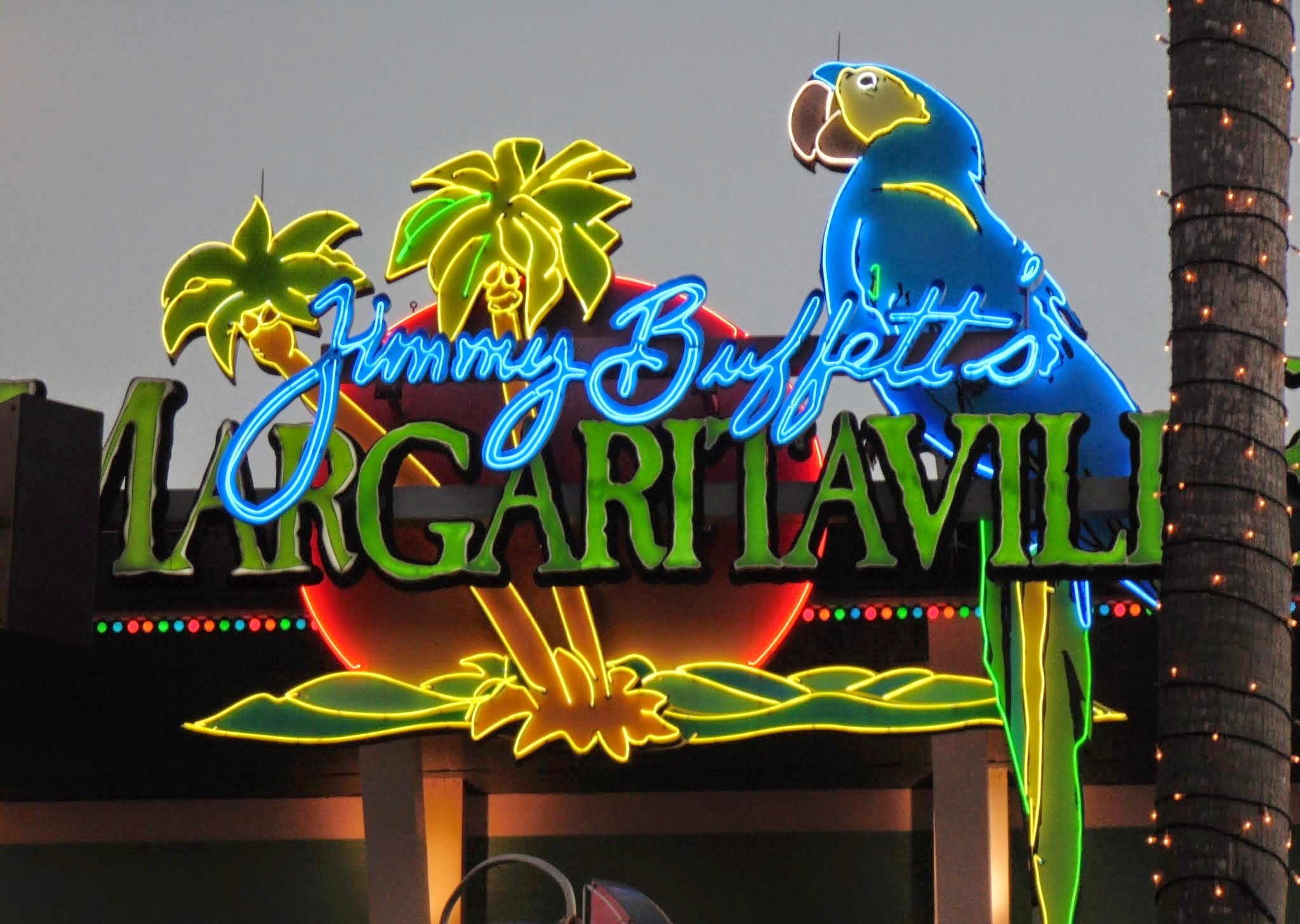
Enseigne d'un restaurant Margaritaville à Orlando (Floride).

Jimmy Buffett est né en 1946 à Pascagoula, . En 1969, étudiant à La Nouvelle-Orléans, il passe beaucoup de temps à se produire dans un groupe sur scène, mais obtient toutefois ses diplômes.
En 1971, il s'installe à Nashville et, l'année suivante, il y enregistre son premier album, Down to Earth, suivi d'autres albums. Sa chanson la plus célèbre est Margaritaville, incluse en 1977 dans un album intitulé Changes in Latitudes, Changes in Attitudes,. Il est devenu une star, ses concerts sont alors très populaires aux États-Unis.
Depuis 1970, il a composé plus de trente albums, et écrit quatre livres, dont Tales from Margaritaville et Where Is Joe Merchant ? ainsi que ses mémoires, A Pirate Looks at Fifty, qui ont été des best-sellers, non traduits en français. Il a aussi coécrit des livres pour enfants, et joué comme acteur.
Il est également le créateur et propriétaire d'une chaine de restaurants et d'hôtels nommé d'après sa célèbre chanson, Jimmy Buffett's Margaritaville. « Les gens me demandent souvent où est située Margaritaville, je leur réponds à chaque fois : "Le jour où vous y serez, vous le saurez immédiatement" », disait-il.
Il a aussi investi dans des labels musicaux, la bière, un casino, le football américain, les jeux vidéo, les maisons de retraite, le cannabis, le baseball et dans Berkshire Hathaway.
En mai 2023, Buffett a été hospitalisé pour « résoudre certains problèmes qui nécessitaient une attention immédiate » et a reprogrammé les dates de tournée. Fin août, il est entré en soins palliatifs et a eu une dernière réunion avec sa famille et ses amis.
Buffett est décédé le 1er septembre 2023, à l'âge de 76 ans, à son domicile de Sag Harbor (État de New York), des suites d'un carcinome à cellules de Merkel, un cancer de la peau rare et agressif dont il avait été diagnostiqué quatre ans plus tôt. Avant sa mort, Buffett avait gardé sa maladie privée et avait continué à tourner tout en suivant un traitement,.

## Discographie
| Année | Album / CD                                         | Compagnie de disques  |
| ----- | -------------------------------------------------- | --------------------- |
| 1970  | Down To Earth                                      | Barnaby               |
| 1971  | High Cumberland Jubilee                            | Barnaby               |
| 1973  | A White Sport Coat and a Pink Crustacean           | Dunhill               |
| 1974  | Living & Dying in 3/4 Time                         | Dunhill               |
| 1974  | A1A                                                | Dunhill               |
| 1975  | Rancho Deluxe                                      | United Artists        |
| 1976  | Havana Daydreamin'                                 | ABC                   |
| 1977  | Changes in Latitudes, Changes in Attitudes         | ABC                   |
| 1978  | Son of a Son of a Sailor                           | ABC                   |
| 1978  | You Had To Be There                                | MCA                   |
| 1979  | Volcano                                            | MCA                   |
| 1979  | Before The Salt                                    | Barnaby Records       |
| 1981  | Coconut Telegraph                                  | MCA                   |
| 1981  | Somewhere Over China                               | MCA                   |
| 1983  | One Particular Harbour (en)                        | MCA                   |
| 1984  | Riddles In The Sand                                | MCA                   |
| 1985  | Last Mango in Paris                                | MCA                   |
| 1985  | Songs You Know By Heart                            | MCA                   |
| 1986  | Floridays                                          | MCA                   |
| 1988  | Hot Water                                          | MCA                   |
| 1989  | Off To See The Lizard                              | MCA                   |
| 1990  | Feeding Frenzy                                     | MCA                   |
| 1992  | Boats, Beaches, Bars & Ballads                     | Margaritaville/MCA    |
| 1993  | Before The Beach                                   | Margaritaville/MCA    |
| 1993  | Margaritaville Cafe Late Night Menu                |                       |
| 1994  | Fruitcakes                                         | Margaritaville/MCA    |
| 1995  | Margaritaville Cafe Late Night Gumbo               |                       |
| 1995  | Barometer Soup                                     | Margaritaville/MCA    |
| 1996  | Banana Wind                                        | Margaritaville/MCA    |
| 1996  | Christmas Island                                   | Margaritaville/MCA    |
| 1998  | Biloxi                                             |                       |
| 1998  | Don't Stop The Carnival                            | Margaritaville/Island |
| 1998  | American Storyteller                               | Laserlight            |
| 1998  | A Pirates Treasure                                 | MCA International     |
| 1999  | Beach House on the Moon                            | Margaritaville/Island |
| 1999  | There's Nothing Soft About Hard Times              | Madacy                |
| 1999  | Buffett Live - Tuesdays, Thursdays, Saturdays      | Mailboat              |
| 2002  | Far Side Of The World                              | Mailboat              |
| 2003  | Meet Me In Margaritaville: The Ultimate Collection | UTV/MCA/Mailboat      |
| 2003  | Live in Auburn, WA                                 | Mailboat              |
| 2003  | Live In Las Vegas, NV                              | Mailboat              |
| 2003  | Live In Mansfield, MA                              | Mailboat              |
| 2003  | Live In Cincinnati, OH                             | Mailboat              |
| 2004  | License to Chill                                   |                       |
| 2005  | Live In Hawaii                                     | Mailboat              |
| 2005  | Live In Fenway Park                                | Mailboat              |
| 2005  | Now Yer Squawkin                                   | Mailboat              |
| 2006  | “Hoot” Official Motion Picture Soundtrack          | Mailboat              |

## Publications
- 1992 : Where is Joe Merchant
- 1989 : Tales from Margaritaville
- 2004 : A salty piece of land
- 1998 : A pirate looks at Fifty, autobiographie

## Filmographie

### Comme compositeur
- 1975 : Rancho Deluxe
- 1988 : Breaking All the Rules: The Creation of Trivial Pursuit (TV)

### Comme acteur
- 1984 : La Mort en prime (Repo Man) d'Alex Cox : Additional Blond Agent
- 1991 : Hook ou la Revanche du capitaine Crochet (Hook) de Steven Spielberg : Shoe-Stealing Pirate
- 1994 : Cobb de Ron Shelton : The armless guy
- 1995 : Congo de Frank Marshall : Pilote du 727
- 1998 : De la Terre à la Lune (From the Earth to the Moon) (feuilleton TV) : First Journalist
- 2015 : Jurassic World : l'homme qui s'enfuit avec deux margaritas dans les mains durant la scène de l'attaque des Ptéranodons et Dimorphodons sur les visiteurs du parc. Dans le film, il est aussi le barman du Margaritaville visible à l'écran, en référence au fait qu'il est effectivement le créateur et propriétaire de cette chaîne réelle de restaurants.
- South Park, saison 12, épisode 1, Amygdales : il fait une apparition dans le rôle de chanteur magnifiquement médiocre
- Hawaï 5-0, saison 2 (episode 10), saison 3 (episode 20), saison 5 (episode 18), saison 10 (episode 19) : Franck Bama, Danno lui dit qu'il préfère la Margherita (clin d'œil à Margaritaville).
- Blue Bloods, saison 12 : lui-même et Dickie Delaney (1 épisode)